# Bataille d'Aong
Révolte des cipayes
La bataille d'Aong est livrée le 15 juillet 1857, pendant la Révolte des cipayes. Les Britanniques envoient une armée de secours commandée par le général Henry Havelock dégager Cawnpore assiégée par les mutinés dirigés par Nana Sahib, rajah de Bitpur. Pour parer cette menace, ce dernier, qui s'est emparé de Cawnpore par capitulation le 25 juin, confie à son frère, Bala Rao, la tâche de s'opposer à l'avance ennemie mais ses troupes sont sévèrement battues autour du village d'Aong. Le lendemain, les Britanniques arrivent près de Cawnpore; ils balaient les forces rebelles à Aherwa et entrent victorieusement dans la ville le 17.